# Katy Manning

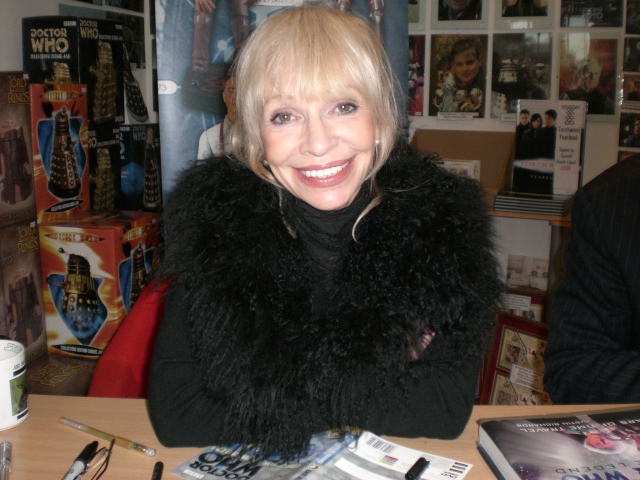
Katy Manning (2009)

Catherine Katy Ann Manning (* 14. Oktober 1946 in Guildford, Surrey) ist eine britische Schauspielerin.

## Leben und Karriere
Katy Manning hatte ihre ersten Fernsehauftritte in Task Force Police, Softly Softly, Man At The Top und Room At The Top. Von 1971 bis 1973 spielte sie Jo Grant in der britischen Fernsehserie Doctor Who. Damit war sie die Begleiterin, die bis dahin am längsten in der Serie zu sehen war. Neben ihren Auftritten in Film und Fernsehen ist Manning auch im Theater zu sehen. Mit dem Theaterstück Death By Fatal Murder tourte sie durch Großbritannien. Außerdem spielte Manning Sylvia in dem Theaterstück Nobody’s Business am King’s Head Theatre in London.
Mit Doctor Who blieb Manning auch Jahre nach ihrem Ausstieg noch eng verbunden. So spielte sie die Rolle der Jo Grant erneut in der Fernsehserie The Sarah Jane Adventures und sprach diese in den Hörbüchern von Big Finish. Außerdem bekam sie mit Iris Wildthyme, einem Ableger von Doctor Who, ihre eigene Hörspielreihe.

## Privatleben
Während ihrer Zeit bei Doctor Who war sie mit dem Schauspieler Stewart Bevan zusammen. Dieser spielte Professor Cliff Jones in der Doctor Who Episode The Green Death. Auch in der Serie spielten die beiden ein Paar. Jedoch trennten sich die beiden schon bald. Sie blieben Freunde. Gemeinsam mit dem Schauspieler Dean Harris bekam Manning zwei Kinder. Die Zwillinge wurden 1979 geboren. Manning zog nach Manly Beach in Australien, wo sie ihre Kinder großzog. In Australien lernte sie Barry Crocker kennen, mit dem sie eine Beziehung anfing. Außerdem hat Manning eine Adoptivtochter. 2009 zog Manning nach London zurück, da sie ihre Heimat vermisste.

## Filmografie (Auswahl)
- 1970: Task Force Police (Fernsehserie, 1 Folge)
- 1971: Mr Tumbleweed
- 1971: Man at the Top (Fernsehserie, 2 Folgen)
- 1971–1973, 2022: Doctor Who (Fernsehserie, 78 Folgen)
- 1974: Don’t Just Lie There, Say Something!
- 1975: Eskimo Nell
- 1984: Melvin, Son of Alvin
- 1986: Der Geisterjäger
- 2006: When Darkness Falls
- 2010: The Sarah Jane Adventures (Fernsehserie, 2 Folgen)
- 2012: Run for Your Wife
- 2014: Evil Never Dies